# 蒙蒂塞洛 (密西西比州)
蒙蒂塞洛（Monticello）位于美国密西西比州西南部，是劳伦斯县的县治所在，面积8.7平方公里。根据美国2000年人口普查，共有1,726人，其中白人占64.19%、非裔美国人占34.18%。